# Alba Careta Arnaus
Alba Careta Arnaus (Avinyó, Bages, 1995) es una trompetista, cantante y compositora de jazz española.

## Biografía
Su formación tuvo lugar en la Escuela Superior de Música de Cataluña y en los Países Bajos: en el Koninklijk Conservatorium de La Haya y en el Conservatorium de Amsterdam, donde cursó el Máster en Trompeta Jazz.
Ha actuado con músicos y formaciones de todo el mundo como Carles Benavent, Ben Wendel, NSJO (Joven Orquesta de Jazz de Estudiantes Holandesa, 2015), JM Jazz World Orchestra (2016), BvR Flamenco Big Band (2019), Balkan Paradise Orchestra (2015-2021), ha sido varias veces la directora musical del Palabra de Mujeres en El Prat de Llobregat (2019-2020 y 2021-2022) y ha tocado en Jazzaldia (San Sebastián), en el Festival Internacional de Jazz de Madrid, el Festival de Jazz de Ibiza, Jazzahead (Bremen, Alemania), Zaalfelden Jazz Festival (Zaalfelden, Austria), Opus Jazz Club (Budapest, Hungría), el Mercado de Música Viva de Vich, en el Jamboree Jazz Club de Barcelona, Hot Club Portugal (Lisboa) y Bimhuis (Ámsterdam, Países Bajos) y bastantes más. 
Fue galardonada con el Premio Joven Talento del Jazz en 2023 por la Asociación del Jazz y Música Moderna. Consiguió el Premio Alícia al Talento Emergente 2023 por la Academia Catalana de la Música. Anteriormente obtuvo el Premio Enderrock 2019 por votación popular al mejor disco de jazz por Orígens y el Premio Enderrock-440 al mejor disco revelación de jazz del 2023 por Teia 

## Discografía[1][7]
- Alba Careta Quinteto: Orígens (Blue Asteroid Records, 2018)
- Alba Careta Group: Alades ( Sello Microscopi, 2020)
- Alba Careta Group: Teia ( Sello Microscopi, 2022)
- Alba Careta y Henrio: Udolç (Sello Microscopi y Bankrobber, 2023, dentro de la colección Càntut ).